# Heterosmylus limulus
Heterosmylus limulus är en insektsart som beskrevs av C.-k. Yang 1987. Heterosmylus limulus ingår i släktet Heterosmylus och familjen vattenrovsländor. Inga underarter finns listade i Catalogue of Life.